# Заводівська сільська рада (Горностаївський район)
Заво́дівська сільська́ ра́да — адміністративно-територіальна одиниця та орган місцевого самоврядування в Горностаївському районі Херсонської області. Адміністративний центр — село Заводівка.

## Загальні відомості
Заводівська сільська рада утворена в 1943 році.
- Територія ради: 48 км²
- Населення ради: 1 124 особи (станом на 2001 рік)
- Водоймища на території, підпорядкованій даній раді: Каховське водосховище

## Історія
Заводівська сільська Рада.

## Населення
Згідно з переписом УРСР 1989 року чисельність наявного населення сільської ради становила 1698 осіб, з яких 779 чоловіків та 919 жінок.
За переписом населення України 2001 року в сільській раді мешкало 1100 осіб.

### Мова
Розподіл населення за рідною мовою за даними перепису 2001 року:
| Мова       | Відсоток |
| ---------- | -------- |
| українська | 94,48 %  |
| російська  | 5,16 %   |
| молдовська | 0,18 %   |
| болгарська | 0,09 %   |

## Населені пункти
Сільській раді були підпорядковані населені пункти:
- с. Заводівка

## Склад ради
Рада складалася з 15 депутатів та голови.
- Голова ради: Тахасюк Лариса Михайлівна

### Керівний склад попередніх скликань
| Прізвище, ім'я, по батькові   | Основні відомості                                                         | Дата обрання | Дата звільнення |
| ----------------------------- | ------------------------------------------------------------------------- | ------------ | --------------- |
| Чепурний Анатолій Миколайович | Сільський голова, 1952 року народження, член Народної партії              | 26.03.2006   | 31.10.2010      |
| Тахасюк Лариса Михайлівна     | Сільський голова, 1963 року народження, освіта вища, член Партії регіонів | 31.10.2010   |                 |

Примітка: таблиця складена за даними сайту Верховної Ради України

### Депутати
За результатами місцевих виборів 2010 року депутатами ради стали:

#### За суб'єктами висування
| Суб'єкт висування                                       | Кількість обраних депутатів | %    |
| ------------------------------------------------------- | --------------------------- | ---- |
| Партія регіонів                                         | 8                           | 53,3 |
| Самовисування                                           | 5                           | 33,3 |
| Політична партія Всеукраїнське об'єднання «Батьківщина» | 2                           | 13,3 |

#### За округами
| № округу                                                | Прізвище, ім'я, по батькові       | Дата визнання обраним | Освіта  | Партійна приналежність | Відомості про обраного депутата                                      |
| ------------------------------------------------------- | --------------------------------- | --------------------- | ------- | ---------------------- | -------------------------------------------------------------------- |
| Партія регіонів                                         |                                   |                       |         |                        |                                                                      |
| 1                                                       | Берковський Олександр Іванович    | 02.11.2010            | середня | член Партії регіонів   | тимчасово не працює                                                  |
| 2                                                       | Штанько Володимир Костянтинович   | 02.11.2010            | середня | член Партії регіонів   | тимчасово не працює                                                  |
| 4                                                       | Рєзанова Оксана Миколаївна        | 02.11.2010            | середня | член Партії регіонів   | тимчасово не працює                                                  |
| 7                                                       | Херуненко Олександр Володимирович | 02.11.2010            | вища    | член Партії регіонів   | Територіальний цент обслуговування пенсіонерів, соціальний працівник |
| 8                                                       | Обелець Ольга В'ячеславівна       | 02.11.2010            | вища    | член Партії регіонів   | Заводівський навчально-виховний комплекс, вчитель                    |
| 9                                                       | Сулім Сергій Іванович             | 02.11.2010            | середня | член Партії регіонів   | тимчасово не працює                                                  |
| 12                                                      | Мєглєй Олександр Вікторович       | 02.11.2010            | вища    | член Партії регіонів   | тимчасово не працює                                                  |
| 15                                                      | Херуненко Оксана Анатоліївна      | 02.11.2010            | вища    | член Партії регіонів   | Заводівська сільська рада, секретар                                  |
| Політична партія Всеукраїнське об'єднання «Батьківщина» |                                   |                       |         |                        |                                                                      |
| 6                                                       | Бзюк Тетяна Андріївна             | 02.11.2010            | середня | позапартійна           | тимчасово не працює                                                  |
| 10                                                      | Татаринова Тамара Анатоліївна     | 02.11.2010            | середня | позапартійна           | ТД Горностаївський «Райагрохім», бригадир                            |
| Самовисування                                           |                                   |                       |         |                        |                                                                      |
| 3                                                       | Різанова Любов Петрівна           | 02.11.2010            | середня | позапартійна           | тимчасово не працює                                                  |
| 5                                                       | Ісаєнко Василь Миколайович        | 02.11.2010            | вища    | позапартійний          | фермерське господарство «Ірина», виконавчий директо                  |
| 11                                                      | Кутова Ольга Михайлівна           | 02.11.2010            | середня | позапартійна           | Територіальний цент обслуговування пенсіонерів, соціальний працівник |
| 13                                                      | Овчаренко Анатолій Володимирович  | 02.11.2010            | середня | позапартійний          | тимчасово не працює                                                  |
| 14                                                      | Кальченко Микола Олександрович    | 02.11.2010            | вища    | позапартійний          | пенсіонер                                                            |